# Ringkøbingfjord
De Ringkøbingfjord is een fjord in het westen van Jutland, Denemarken. De fjord wordt door de landengte Holmsland Klit afgeschermd van de Noordzee. Bij Hvide Sande is er een verbinding met de Noordzee via een sluis. De fjord is circa 30 kilometer lang, twee tot vijf meter diep, en is met een oppervlakte van 300 km² de grootste fjord in het westen van Jutland. In het zuidwestelijke deel van de fjord ligt het vogelreservaat Tipperne, in het noordoosten ligt de stad Ringkøbing. De fjord heeft in vroeger tijden last gehad van hypoxie, maar de vissen en planten zijn weer teruggekeerd. Het water in de fjord is brak.
Oorspronkelijk was de Ringkøbingfjord een zeebocht. Vanuit noordelijke en zuidelijke richting groeiden zandtongen naar elkaar toe. De opening naar zee verplaatste zich in de loop der eeuwen verschillende keren. Eind 18e eeuw lag de verbinding naar zee nabij het zuidelijk gelegen Nymindegab. Door verzanding van deze opening kwam de visserij in de problemen, hetgeen in 1891 leidde tot het graven van een kanaal bij Nymindegab. De functie van dit kanaal werd in 1910 overgenomen door een nieuw kanaal bij Hvide Sande, maar een stormvloed in 1911 brak deze nieuwe doorgang verder open tot een gat van 230 meter breed; in de fjord leidde dit tot wateroverlast. De doorgang bij Hvide Sande werd daarom afgesloten en het kanaal bij Nymindegab werd in 1915 weer in gebruik genomen. In 1931 kon de doorgang bij Hvide Sande echter heropend worden dankzij de aanleg van een sluis.
Het grootste deel van de Ringkøbingfjord is beschermd natuurgebied met draslanden en vogelreservaten.